# 경의로 (고양 파주)
경의로는 경기도 고양시 일산동구 백석동과 대한민국 경기도 파주시 아동동에 있는 도로다.

## 주요 경유지
- 고양시 일산동구 (백석동 - 마두동 - 정발산동) - 일산서구 (일산동 - 덕이동) - 파주시 (야당동 - 와동동 - 동패동 - 교하동 - 오도동 - 아동동)

## 노선
| 이름                 | 접속 노선                  | 소재지 | 소재지   | 소재지                                   | 비고                                    |
| -------------------- | -------------------------- | ------ | -------- | ---------------------------------------- | --------------------------------------- |
| 한국예탁경제원삼거리 | 호수로                     | 고양시 | 일산동구 | 백석동                                   |                                         |
| 백마주유소사거리     | 고양시도 제74호선 (중앙로) | 고양시 | 일산동구 | 백석동                                   |                                         |
| 어린이교통광장삼거리 | 강송로                     | 고양시 | 일산동구 | 백석동                                   |                                         |
| 열병합발전소삼거리   | 대곡길                     | 고양시 | 일산동구 | 백석동                                   | 고양시도 제92호선 구간                  |
| 백석7단지삼거리      | 백석로                     | 고양시 | 일산동구 | 백석동                                   | 고양시도 제92호선 구간                  |
| 백송6단지삼거리      | 강촌로                     | 고양시 | 일산동구 | 백석동                                   | 고양시도 제92호선 구간                  |
| 백송6단지삼거리      | 마두동                     | 고양시 | 일산동구 |                                          | 고양시도 제92호선 구간                  |
| 백마역삼거리         | 고풍로43번길               | 고양시 | 일산동구 | 고양시도 제92호선 구간 백마지하차도 구간 |                                         |
| 백마교사거리         | 백마로                     | 고양시 | 일산동구 | 고양시도 제92호선 구간 백마지하차도 구간 |                                         |
| 정발8단지삼거리      | 정발산로                   | 고양시 | 일산동구 | 고양시도 제92호선 구간 백마지하차도 구간 |                                         |
| 애니골입구사거리     | 율천로 애니골길            | 고양시 | 일산동구 | 고양시도 제92호선 구간                   |                                         |
| 애니골입구사거리     | 정발산동                   | 고양시 | 일산동구 |                                          |                                         |
| (이름 없음)          | 무궁화로                   | 고양시 | 일산동구 | 고양시도 제92호선 구간 풍산지하차도 구간 |                                         |
| 왕국회관앞           |                            | 고양시 | 일산동구 | 고양시도 제92호선 구간                   |                                         |
| 밤가시5단지삼거리    | 율동로                     | 고양시 | 일산동구 | 고양시도 제92호선 구간                   |                                         |
| 일산교사거리         | 고봉로                     | 고양시 | 일산서구 | 고양시도 제92호선 구간                   | 일산동                                  |
| 후곡유치원사거리     | 강선로 일중로              | 고양시 | 일산서구 | 고양시도 제92호선 구간                   | 일산동                                  |
| 후곡2단지삼거리      | 후곡로                     | 고양시 | 일산서구 | 고양시도 제92호선 구간                   | 일산동                                  |
| 변전소삼거리         | 킨텍스로                   | 고양시 | 일산서구 | 고양시도 제92호선 구간                   | 일산동                                  |
| 일산지하차도사거리   | 고양대로                   | 고양시 | 일산서구 | 지방도 제358호선 구간                    | 일산동                                  |
| 덕이삼거리           | 덕이로                     | 고양시 | 일산서구 | 지방도 제358호선 구간                    | 덕이동                                  |
| 태극단사거리         | 탄중로                     | 고양시 | 일산서구 | 지방도 제358호선 구간                    | 덕이동                                  |
| 일산가구단지사거리   | 하이파크2로 일현로         | 고양시 | 일산서구 | 지방도 제358호선 구간                    | 덕이동                                  |
| (이름 없음)          |                            | 고양시 | 일산서구 | 지방도 제358호선 구간                    | 덕이동                                  |
| (이름 없음)          | 동서대로                   | 파주시 | 운정동   | 운정동                                   |                                         |
| (이름 없음)          | 심학산로                   | 파주시 | 운정동   | 운정동                                   |                                         |
| (이름 없음)          | 와석순환로                 | 파주시 | 운정동   | 운정동                                   |                                         |
| (이름 없음)          | 책향기로                   | 파주시 | 운정동   | 운정동                                   |                                         |
| (이름 없음)          | 가람로                     | 파주시 | 운정동   | 운정동                                   |                                         |
| 와동 교차로          | 파주로                     | 파주시 | 교하동   | 교하동                                   | 지방도 제358호선 구간 와동지하차도 구간 |
| (이름 없음)          | 어울매로                   | 파주시 | 교하동   | 교하동                                   |                                         |
| 교하삼거리           | 교하로                     | 파주시 | 교하동   | 교하동                                   |                                         |
| 교하신교             |                            | 파주시 | 교하동   | 교하동                                   |                                         |
| 금촌동               |                            | 파주시 |          |                                          |                                         |
| 아동 교차로          | 아리랑로                   | 파주시 |          |                                          |                                         |
| 금촌교               |                            | 파주시 |          |                                          |                                         |
| (이름 없음)          | 시청로                     | 파주시 |          |                                          |                                         |